# ニョロ族
ニョロ族（にょろぞく）は、ウガンダの部族。バニョロ族とも呼ばれる。言語はニョロ語。
国家としてブニョロを形成しており、一時は完全に国家・王政が廃止されたが、後にウガンダ国内の文化的な指導者という形で形式的な王政復古がなされた。